# رومي روزيمونت
رومي روزيمونت (بالإنجليزية: Romy Rosemont)‏ (مواليد 28 أكتوبر 1964) ممثلة تلفزيونية أمريكية ظهرت في العديد من المسلسلات التلفزيونية، في دور «مارجريت بول» في المسلسل شارك (2006)، وفي دور «ليا سيبرت» في المسلسل التلفزيوني الدرامي الطبي غريز أناتومي (2005)، سي اس آي: التحقيق في موقع الجريمة، بريزون بريك (2017).

## روابط خارجية
- رومي روزيمونت على موقع IMDb (الإنجليزية)
- رومي روزيمونت على موقع ألو سيني (الفرنسية)
- رومي روزيمونت على موقع أول موفي (الإنجليزية)
- رومي روزيمونت على موقع قاعدة بيانات الأفلام السويدية (السويدية)
- رومي روزيمونت على موقع قاعدة بيانات الفيلم (الإنجليزية)
- رومي روزيمونت على موقع كينوبويسك (الروسية)